# Monasterio de Nuestra Señora de los Ángeles (Croacia)
El Monasterio de Nuestra Señora de los Ángeles (en croata: Samostan Gospe od Anđela) es un monasterio que se encuentra cerca de Orebić, una ciudad en la península de Pelješac, en el Condado de Dubrovnik-Neretva, Croacia.
El monasterio fue construido a finales del siglo XVI bajo la República de Ragusa (Dubrovnik), a la que el pueblo de Orebić perteneció entre 1358 y 1808, cuando es anexionado a las francesas Provincias Ilirias. Fue construido por los franciscanos y es de estilo gótico-renacentista.
El monasterio está rodeado de bosques de pinos y se encuentra en la cresta de una roca escarpada a 152 metros sobre el mar.